# Fortunato Magi
Fortunato Magi (Lucca, Toscana, 1838 - 1882) fou un compositor italià.
Estudià en el Conservatori de la seva vila nadiua, del que n'arribà a ser director, com també mestre de capella de la catedral, i el 1874 director de les Escoles comunals de música de Ferrara. Entre els seus alumnes s'hi compten entre d'altres el compositor Catalani.
Va compondre un gran nombre d'obres religioses, entre les quals destaquen un Miserere, un Christus i diversos motets, algunes simfonies, un oratori, dues òperes i un Tractat de contrapunt.